# Sainte-Gemmes-le-Robert
Sainte-Gemmes-le-Robert è un comune francese di 873 abitanti situato nel dipartimento della Mayenne nella regione dei Paesi della Loira.

## Monumenti e luoghi d'interesse
- Terme romane di Rubricaire

## Società

### Evoluzione demografica
Abitanti censiti